# Арапуша (Босанска Крупа)
Арапуша је насељено мјесто у Босни и Херцеговини, у општини Босанска Крупа, које административно припада Федерацији Босне и Херцеговине. Према прелиминарним подацима пописа становништва 2013. године, у насељу је живјело 273 становника.

## Историја
Дејтонским мировним споразумом је потврђено да је један мањи дио некадашњег југословенског насељеног мјеста Арапуша ушао у састав општине Крупа на Уни.

## Становништво
| Националност       | 2013.        | 1991.        | 1981.        | 1971.        |
| Муслимани          | 268 (98,17%) | 513 (95,70%) | 574 (95,50%) | 504 (93,68%) |
| Срби               | 3 (1,10%)    | 21 (3,91%)   | 21 (3,49%)   | 32 (5,94%)   |
| Југословени        | —            | 1 (0,18%)    | 5 (0,83%)    | 2 (0,37%)    |
| остали и непознато | 2 (0,73%)    | 1 (0,18%)    | 1 (0,16%)    | 0            |
| Укупно             | 273          | 536          | 601          | 538          |

| Демографија | Демографија | Демографија |
| Година      | Становника  | Становника  |
| ----------- | ----------- | ----------- |
| 1971.       | 538         |             |
| 1981.       | 601         |             |
| 1991.       | 524         |             |
| 2013.       | 273         |             |